# Паршелл (Північна Дакота)
Паршелл (англ. Parshall) — місто (англ. city) в США, в окрузі Маунтрейл штату Північна Дакота. Населення — 949 осіб (2020).

## Географія
Паршелл розташований за координатами 47°57′20″ пн. ш. 102°8′3″ зх. д. / 47.95556° пн. ш. 102.13417° зх. д. (47.955524, -102.134207).  За даними Бюро перепису населення США в 2010 році місто мало площу 1,43 км², уся площа — суходіл.

## Демографія
Згідно з переписом 2010 року, у місті мешкали 903 особи в 313 домогосподарствах у складі 220 родин. Густота населення становила 632 особи/км².  Було 364 помешкання (255/км²).
Расовий склад населення:
| - 62,7 % — корінних американців - 30,6 % — білих - 0,3 % — чорних або афроамериканців |

До двох чи більше рас належало 5,8 %. Частка іспаномовних становила 6,5 % від усіх жителів.
За віковим діапазоном населення розподілялося таким чином: 32,2 % — особи молодші 18 років, 58,8 % — особи у віці 18—64 років, 9,0 % — особи у віці 65 років та старші. Медіана віку мешканця становила 31,6 року. На 100 осіб жіночої статі у місті припадало 99,3 чоловіків;  на 100 жінок у віці від 18 років та старших — 97,4 чоловіків також старших 18 років.
Середній дохід на одне домашнє господарство  становив 71 306 доларів США (медіана — 60 962), а середній дохід на одну сім'ю — 82 394 долари (медіана — 64 167). Медіана доходів становила 57 917 доларів для чоловіків та 34 250 доларів для жінок. За межею бідності перебувало 18,6 % осіб, у тому числі 20,6 % дітей у віці до 18 років та 22,5 % осіб у віці 65 років та старших.
Цивільне працевлаштоване населення становило 462 особи. Основні галузі зайнятості: освіта, охорона здоров'я та соціальна допомога — 24,0 %, публічна адміністрація — 15,6 %, сільське господарство, лісництво, риболовля — 13,6 %.